# ناظم محمدف (کارگردان)
ناظم محمدف (به ترکی آذربایجانی- Nazim Məmmədov)- کارگردان، هنرمند فیلم و انیماتور.

## زندگیش
ناظم محمدف در سال ۱۹۳۴ در شهر باکو به دنیا آمده است.
وی در سال ۱۹۵۷ در کالج دولتی نقاشی آذربایجان فارغ التحصیل شده و بعد در مسکو به ادامه تحصیل پرداخته است. از سال ۱۹۶۱ به عنوان پویانما در استودیو فیلم سازی «آذرفیلم» مشغول به کار بوده و در سال ۱۹۷۰ به سمت کارگردان منصوب گشته است. افزون بر این، وی نقاش هم بوده و کتاب‌های کودکانه را تصویرگری نموده است. در سال ۱۹۸۸، ناظم محمدف برای اولین بار در آذربایجان کارتونی ۵ قطعه ای به نام «فاطمه زیبا» (به ترکی آذربایجانی - "Göyçək Fatma") ساخته است.
وی ۲۹ اکتبر سال ۲۰۰۴ در باکو زندگی را وداع گفته است.
در ماه سپتامبر سال ۲۰۱۶ در مرکز خرید و فروش «Port Baku Mall» نمایشگاه ناظم محمدف تشکیل شد که شامل بیش از ۵۰ آثار وی بود.